# Andrea Absolonová
Andrea Absolonová, vooral bekend onder haar artiestennaam Lea De Mae (Praag, 26 december 1976 - aldaar, 9 december 2004) was een Tsjechische schoonspringster en pornoactrice.

## Levensloop
Als lid van het Tsjechische nationaal schoonspringteam liep ze tijdens een training op de tien meter duikplank voor de Olympische Zomerspelen van 1996 in Atlanta een ruggenmergblessure op. Na haar revalidatie deed ze haar best om weer de top te bereiken en zich te kwalificeren voor de Olympische Zomerspelen van 2004 in Athene. Ze bleef echter last houden van haar blessures en nam daarom afscheid van het schoonspringen.
Op een gegeven moment werd ze door een fotograaf gevraagd voor naaktfotografie met eventueel een overstap naar de porno-industrie. Ze ging daarop in en acteerde vervolgens als (onder andere) Lea De Mae in meer dan tachtig pornofilms. De eerste pornofilms waarin ze te zien was, betrof een door Private geproduceerde Amerikaanse serie, waarmee ze vanwege haar knappe uiterlijk bij Amerikaanse liefhebbers van dit soort films zeer gewild werd.
Na haar Amerikaanse periode besloot Absolonová terug te keren naar Europa en daar haar pornocarrière voort te zetten in haar moederland Tsjechië. Na een korte periode keerde ze echter weer terug naar de Verenigde Staten.
Ze was samen met haar collega's Silvia Saint, Daniella Rush en Monica Sweetheart (beter bekend als 'The Dream Team') toonaangevend in de Tsjechische pornofilmwereld.

### Kanker
In juli 2004 werd bij haar de diagnose glioblastoma multiforme geconstateerd, een agressieve vorm van een hersentumor. Gedurende haar gevecht met deze kanker, richtten fans van over de hele wereld en tal van acteurs, actrices en producenten uit de porno-industrie een medisch fonds voor haar op in Praag, met als doel zo veel mogelijk geld in te zamelen voor onderzoek en genezing. Het mocht niet baten want Andrea Absolonová overleed op 27-jarige leeftijd aan de gevolgen van deze ziekte.

## Films (selectie)
- The Bride Wore Black (2000)
- The Academy (2000)
- Dangerous Things I and II (2000)
- Face Dance Obsession (2000)
- 12 Strokes To Midnight (2001)
- A Train (2002)
- Natacha (2002)
- Luxure (2002)
- Le Parfum Du Désir (2003)
- The Private Life of Lea De Mae (2003)
- 9 Garces De Feu (2004)
- Hot Rats (2004)
- Heels & Hose 2 (2004)
- Hot Property (2004)
- Lady Lust Vol.1 (2005)